# Barbellotes
Los barbellotes o barberianos fue un movimiento gnóstico en el que decían 
- que un Eón inmortal había tenido comercio con un espíritu virgen llamado Barbeloth quien había concedido sucesivamente la presciencia, la incorruptibilidad y la vida eterna
- que Barbeloth, un día que estábamos alegre que lo ordinario, engendró la luz, que perfeccionada por la unción del espíritu se llamó Cristo
- que Cristo deseó la inteligencia y la obtuvo
- que la inteligencia, la razón, la incorruplibilidad y Cristo se unieron
- que la inteligencia y la razón engendraron a Aulógenes y éste a Adamas el hombre perfecto y a su mujer el conocimiento perfecto
- que Adamas y su mujer engendraron la madera
- que el primer ángel engendró el Espíritu Santo, la sabiduría o Prunic
- que Prunic, sintiendo el estímulo de esposo, engendró a Protarchonte o primer príncipe que fue insolente y mentecato
- que Protarchonte engendró las criaturas
- que conoció casualmente a Arrogancia y de esta unión nacieron los vicios y todas sus ramas

Para realzar más estas maravillas, las divulgaban en hebreo los gnósticos y sus ceremonias eran tan abominables como extravagante su doctrina. 